# Linda Martin
Linda Martin   (Omagh, 27 de març de 1952) és una cantant i presentadora de televisió d'Irlanda del Nord. És coneguda habitualment a Europa com la guanyadora del Festival de la Cançó d'Eurovisió 1992 amb la cançó Why Me?, i a Irlanda com a membre de la banda Chips dels anys 1970/80.

## Carrera com a cantant
Mentre encara estava a l'escola, Linda Martin es va unir a la banda Chips el 1969, amb qui també va participar quatre vegades en la ronda preliminar irlandesa del concurs d’Eurovisió. Va participar en la ronda preliminar quatre vegades més com a solista i una vegada més com a cantant del grup Linda Martin and Friends. El 1984 va representar Irlanda a Luxemburg amb el tema Terminal 3 escrit per Johnny Logan, que va obtenir el segon lloc. El 1992 es va classificar per a Malmö, també amb una composició de Johnny Logan: Why Me? que hauria de convertir-se en el quart guanyador irlandès de la competició. El seu tema guanyador va assolir el primer lloc a les llistes d’èxits. Amb un total de nou inscripcions, és la participant més freqüent a la ronda preliminar irlandesa. El 1998 va publicar el CD You Needed Me,que conté principalment conegudes cançons country.
Va ser intèrpret convidada a Congratulations, el concert d’Eurovisió del 50è aniversari a Copenhaguen, Dinamarca, a l’octubre del 2005. Martin també va ser la portaveu irlandesa del Festival de la Cançó d'Eurovisió 2007 i va ser un dels cinc jutges d’Eurosong 2009 (Selecció Irlandesa per a Eurovisió). El 2012 va ser la mentora de Jedward a la final d’Eurovisió irlandesa Eurosong 2012.
Participació a la ronda preliminar (visió general)::
| Any  | Grup                   | Títol                       | Lloc | Irish Charts |
| ---- | ---------------------- | --------------------------- | ---- | ------------ |
| 1976 | Chips                  | We Can Fly                  | 2    | –            |
| 1977 | Chips                  | Goodbye Goodbye             | 4    | 2            |
| 1978 | Chips                  | Happy Days                  | 4    | –            |
| 1982 | Chips                  | Tissue of Lies              | 8    | –            |
| 1984 | Linda Martin           | Terminal 3                  | 1    | 7            |
| 1986 | Linda Martin           | If I Can Change Your Mind   | 4    | –            |
| 1989 | Linda Martin           | Here We Go                  | 6    | –            |
| 1990 | Linda Martin & Friends | All the People in the World | 2    | –            |
| 1992 | Linda Martin           | Why Me?                     | 1    | 1            |

## Carrera com a presentadora de televisió
Linda Martin ha presentat diversos formats de programes a la televisió irlandesa, inclòs el popular concurs The Lyrics Board. També va ser la presentadora del backstage de la primera temporada de l'edició irlandesa de The X Factor.
Va formar part del jurat de la primera, segona i quarta temporada del programa del càsting You’re a Star, que del 2003 al 2005 també va proporcionar el representant irlandès al Festival d'Eurovisió. El 2005 i el 2006, Martin també va ser jurat de les edicions especials del programa.